# Charles Heycock
Charles Thomas Heycock FRS (21 août 1858 - 3 juin 1931) est un chimiste et soldat britannique qui reçoit la médaille Davy de la Royal Society en 1920.

## Biographie
Charles Thomas Heycock, est le plus jeune des dix enfants de Frederick Heycock et Mary Heywood. Il est né le 21 août 1858 à Bourn, Cambridgeshire. Il fait ses études à la Bedford School d'Oakham et monte au King's College de Cambridge en 1877 ; il gagne les Tripos de sciences naturelles en 1880. Après avoir enseigné pour les examens de Cambridge, il est élu à une bourse au King's College en 1895 et devient maître de conférences et tuteur en sciences naturelles l'année suivante.
Heywood est élu membre de la Royal Society en 1895 et reçoit la médaille Davy de la Royal Society en 1920, « sur la base de ses travaux en chimie physique et plus particulièrement sur la composition et la constitution des alliages »,. Son travail original sur les métaux inspire la Goldsmiths' Company à doter un Readership in Metallurgy à Cambridge, auquel Heywood est nommé en 1908. Il est admis à la Compagnie des livreurs en 1909 et à la Cour en 1913.
Heycock et son ami de toujours Francis Henry Neville, publient de nombreux articles sur les alliages. Les deux collaborateurs travaillent également sur les alliages cuivre-étain et or-aluminium.
Heycock est lieutenant-colonel aux commandes du 3e bataillon de volontaires (Cambridgeshire), le Suffolk Regiment, avec le grade honorifique de colonel, jusqu'à sa démission en août 1902.
Heycock épouse Caroline Elizabeth Rosa Sadler le 28 août 1883 à St Mary the Virgin, Purton. Ils ont un fils et deux filles.
Charles Heycock est mort le 3 juin 1931, et est enterré le 6 à Grantchester.